# Sean Wroe
Sean Wroe (ur. 18 marca 1985 w Melbourne) – australijski lekkoatleta, specjalizujący się w biegu na 400 metrów, brązowy medalista mistrzostw świata, olimpijczyk z Pekinu.
W czołówce list światowych na swoim koronnym dystansie pojawił się 22 lipca 2008 po mityngu DN Galan w Sztokholmie, gdzie przebiegł długość jednego okrążenia w czasie 45,20 s.
Wynik ten poprawił podczas Igrzysk Olimpijskich w Pekinie, gdzie w eliminacjach przebiegł dystans 400 metrów w czasie 45,17 kwalifikując się do dalszych biegów. W biegu półfinałowym Australijczyk bardzo mocno rozpoczął swój bieg, jednak nie wytrzymał tempa i w końcówce był wyprzedzany przez kolejnych rywali w rezultacie 7. miejsce w biegu i czas 45,56 nie dały mu awansu do olimpijskiego finału. Również na półfinale zakończył występ na 400 metrów podczas mistrzostw świata (Berlin 2009). Życiowy sukces odniósł za to podczas tej imprezy biegnąc w australijskiej sztafecie 4 × 400 metrów – Wroe przyprowadził narodową sztafetę na trzeciej pozycji zdobywając z kolegami brązowe medale mistrzostw świata.

## Sukcesy
- 6. (bieg na 400 m) i 7. (sztafeta 4 × 400 m) zawodnik Mistrzostw Świata Juniorów (Grosseto 2004)
- złoty medal igrzysk wspólnoty narodów (sztafeta 4 × 400 m, Melbourne 2006) – biegł tylko w eliminacjach
- 8. lokata podczas pucharu świata (sztafeta 4 × 400 m, Ateny 2006)
- dwukrotne mistrzostwo Australii (bieg na 400 m, 2007 i 2009) Wroe zdobył również dwa brązowe medale na tym dystansie (2006 i 2008), jako junior również stawał na podium mistrzostw kraju w tej konkurencji (brąz w 2003 oraz srebro w 2004)
- złoty medal Uniwersjady (bieg na 400 m, Bangkok 2007)
- srebro Uniwersjady (sztafeta 4 × 400 m, Bangkok 2007)
- 6. zawodnik Halowych Mistrzostw Świata (bieg na 400 m, Walencja 2008)
- 6. miejsce na Igrzyskach Olimpijskich w Pekinie (2008) razem z kolegami ze sztafety 4 × 400 metrów
- złoty medal Uniwersjady (sztafeta 4 × 400 m, Belgrad 2009)
- brąz mistrzostw świata (sztafeta 4 × 400 m, Berlin 2009)
- srebrny medal (bieg na 400 m) oraz złoty (sztafeta 4 × 400 m) igrzysk Wspólnoty Narodów (Nowe Delhi 2010)
- reprezentant kraju w meczach międzypaństwowych

## Rekordy Życiowe
- bieg na 100 m – 10,50 (2009)
- bieg na 150 m – 15,67 (2009)
- bieg na 200 m – 20,97 (2009)
- bieg na 300 m – 33,12 (2008)
- bieg na 400 m – 45,07 (2009)
- bieg na 400 m (hala) – 46,93 (2008)